# 吹蝕穴

示意图

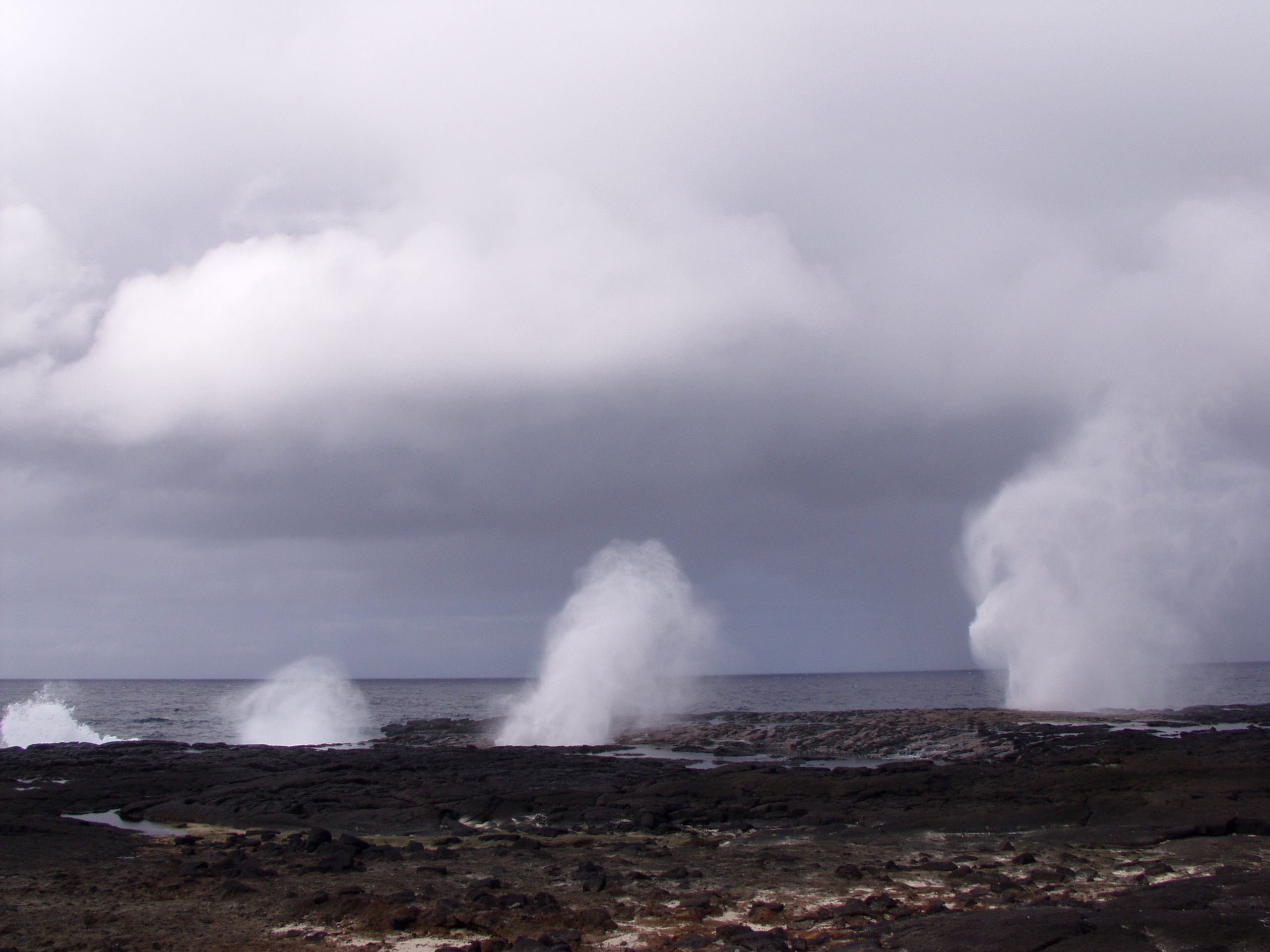
Alofaaga 吹蝕穴噴發時的景觀

在地質學中，吹蝕穴（又稱吹穴或俗稱噴泉洞）是指在海蝕洞頂部的對外開口。如果該洞穴的地形合適，當海浪從海蝕洞入口湧入時，會提高洞內壓力，造成空氣及海水從吹蝕穴噴出，產生一股壯觀的噴發。澳洲的凱阿瑪噴水洞(Kiama Blowhole)是目前世界上最大的吹蝕穴。

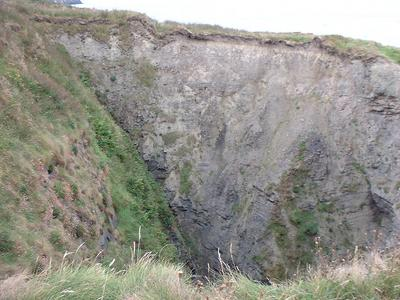
The blowhole of Monks' Cave, a sea cave near Aberystwyth

另外有一種罕見的地質特徵也叫吹蝕穴。當一個地下洞穴的氣壓與地表有差異時，空氣就會不停的吸進或是噴出該洞口。Wupatki National Monument的吹蝕穴就是一個典型的例子。據估計，該封閉的地下空間約有體積至少七十億立方英尺，而風速可達每小時30英里。